# Monarda humilis
Monarda humilis är en kransblommig växtart som först beskrevs av John Torrey, och fick sitt nu gällande namn av Prather och J.A. Keith. Monarda humilis ingår i släktet temyntor, och familjen kransblommiga växter. Inga underarter finns listade i Catalogue of Life.